# Papa João Paulo I
João Paulo I (em latim: Ioannes Paulus I; em italiano: Giovanni Paolo I; nascido Albino Luciani; Canale d'Agordo, 17 de outubro de 1912 – Vaticano, 28 de setembro de 1978) foi o Papa da Igreja Católica e Soberano da Cidade do Vaticano de 26 de agosto de 1978 até sua morte, 33 dias depois. O seu papado está entre os mais curtos da história papal, resultando no mais recente ano de três papas e o primeiro a ocorrer desde 1605. João Paulo I continua sendo o mais recente papa nascido em Itália, o último de uma sucessão que começou com Clemente VII em 1523.
Antes do conclave de agosto de 1978 que o elegeu, ele expressou seu desejo de não ser eleito, dizendo aos próximos que ele recusaria o papado; ao ser eleito pelos cardeais, ele sentiu-se na obrigação de dizer sim. Ele foi o primeiro pontífice a ter um nome duplo, escolhendo "João Paulo" em homenagem a seus dois predecessores imediatos, João XXIII e Paulo VI. Ele explicou que estava em dívida com João XXIII e com Paulo VI por nomeá-lo bispo e cardeal, respectivamente. Além disso, ele foi o primeiro papa a adicionar o número régio "I", designando-se "Primeiro".
Seus dois sucessores imediatos, João Paulo II e Bento XVI, mais tarde relembrariam as qualidades calorosas do falecido pontífice em vários discursos. Na Itália, ele é lembrado com os apelativos de Il Papa del Sorriso (O Papa Sorridente) e Il Sorriso di Dio (O Sorriso de Deus). A revista Time e outras publicações se referiam a ele como "O Papa de Setembro". Ele também é conhecido na Itália como "Papa Luciani". Em sua cidade natal, Canale d'Agordo, um museu construído e nomeado em sua homenagem é dedicado à sua vida e breve papado.
Ele foi declarado um servo de Deus por seu sucessor, João Paulo II, em 23 de novembro de 2003, o primeiro passo no caminho para a santidade. Papa Francisco confirmou sua virtude heroica em 8 de novembro de 2017 e o nomeou como Venerável. O Papa Francisco celebrou a beatificação em 4 de setembro de 2022.

## Primeiros anos e educação

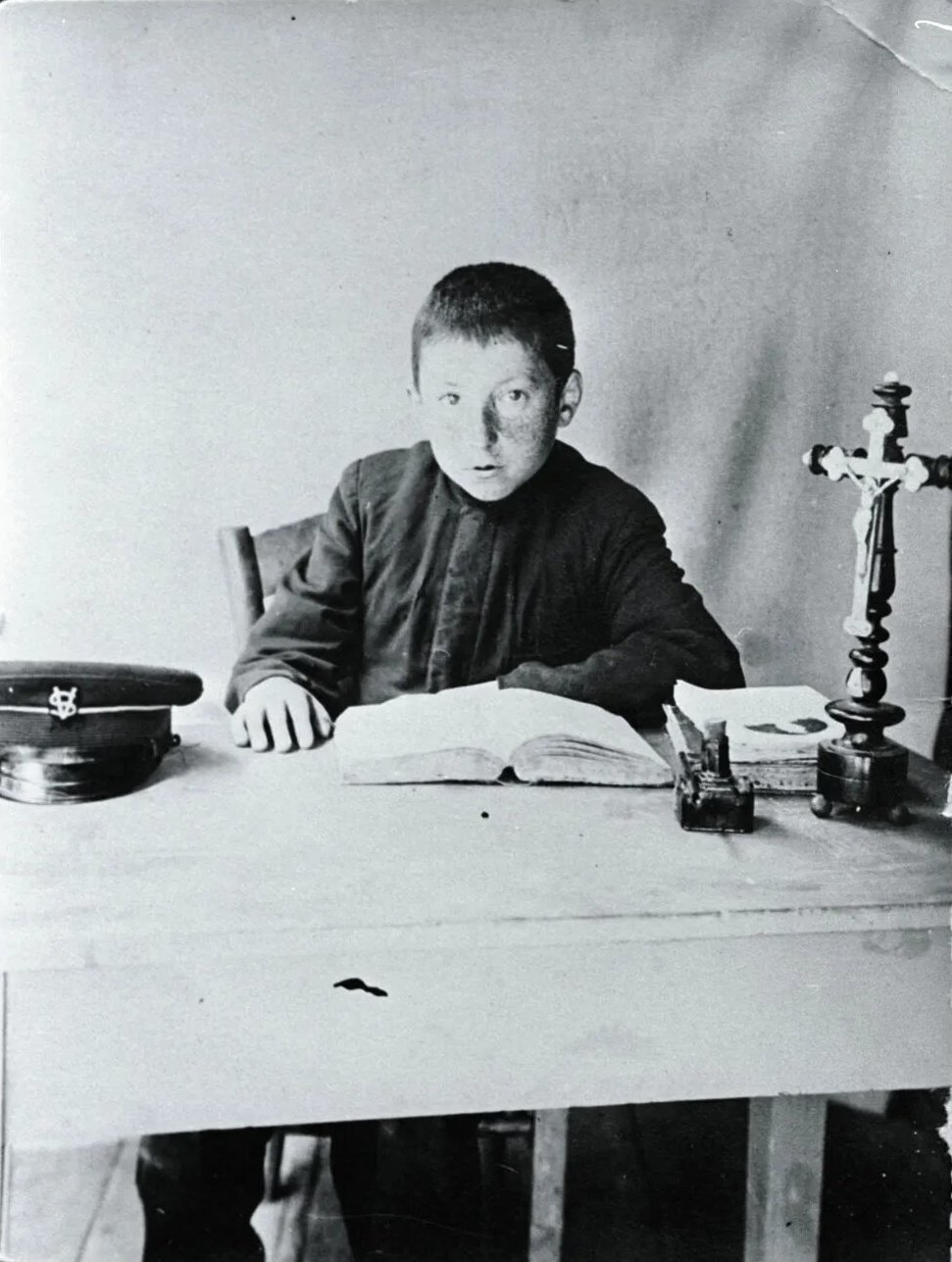
Albino Luciani jovem, aproximadamente aos 10 anos

Albino Luciani nasceu na província de Belluno, norte da Itália; era o irmão mais velho de Federico (1915–1916), Edoardo (1917–2008) e Antonia (1920–2010). Seu nome de batismo fora uma homenagem a um amigo da família, que morrera numa explosão em uma mina de carvão na Alemanha. De origem humilde, viu seu pai, chamado Giovanni, que era socialista, ser inúmeras vezes forçado a buscar trabalho em outros países, por ocasião da Primeira Guerra Mundial.
Em 1922, aos 10 anos, ficou pasmo quando um frade capuchinho veio a sua aldeia para pregar os sermões quaresmais. A partir desse momento decidiu que queria ser padre e foi até seu pai para pedir sua permissão. O pai concordou e disse-lhe: «Espero que, quando te tornares sacerdote, estejas do lado dos trabalhadores, porque o próprio Cristo estaria do lado deles». Sua mãe, Bertola, católica fervorosa, também o incentivou a seguir a formação religiosa. Iniciou seus estudos no seminário Minori, em Murano, e os concluiu no Seminário Georgiano em Belluno.

## Vida sacerdotal
Ordenado sacerdote em 7 de julho de 1935, Luciani serviu como pároco em sua cidade natal, Forno de Canale, antes de se tornar professor e vice-reitor do seminário de Belluno em 1937. Entre as diferentes disciplinas, ele ensinou teologia dogmática e moral, direito canônico e arte sacra.
Em 1941, Luciani começou a fazer o Doutorado em Teologia Sacra pela Pontifícia Universidade Gregoriana. Isso exigia a frequência de pelo menos um ano em Roma. No entanto, os superiores do seminário de Belluno queriam que ele continuasse a lecionar durante seus estudos de doutorado. A situação foi resolvida por uma dispensa especial do Papa Pio XII em 27 de março de 1941. Sua tese (The origin of the human soul according to Antonio Rosmini) atacou amplamente a teologia de Rosmini e lhe rendeu o doutorado Magna Cum Laude em 1947.
Em 1947, foi nomeado chanceler do Bispo Girolamo Bortignon, OFM Cap, de Belluno. Em 1954, foi nomeado Vigário Geral da Diocese de Belluno.

## Episcopado, eleição e pontificado
Embora, segundo consta, não tivesse grandes ambições, foi nomeado bispo pelo Papa João XXIII e cardeal pelo Papa Paulo VI, com o título de São Marcos. Esteve presente no Concílio Vaticano II, convocado em 1962 por João XXIII. Albino Luciani era o Patriarca de Veneza quando, com 65 anos, foi eleito Papa, em 26 de agosto de 1978, na terceira votação do conclave que se seguiu à morte do Papa Paulo VI, superando o cardeal considerado "ultraconservador" Giuseppe Siri - favorito ao trono de São Pedro, de acordo com a imprensa - por 99 votos a 11. Segundo conta-se, a princípio, um atônito Luciani teria declinado de aceitar o pontificado, mas fora persuadido do contrário pelo cardeal holandês Johannes Willebrands, que estava sentado a seu lado na Capela Sistina. Para isso, ter-lhe-ia dito: "Coragem. O Senhor dá o fardo, mas também a força para carregá-lo".
Escolheu o nome de João Paulo (Ioannes Paulus, pela grafia em latim) para homenagear seus antecessores, João XXIII e Paulo VI. Morreu na madrugada de 28 de Setembro de 1978, entre 23h30min e 04h30min da madrugada, no Palácio Apostólico do Vaticano. Na época do conclave, o cardeal britânico Basil Hume, um de seus eleitores, chamou João Paulo I de "o candidato de Deus". A figura de João Paulo I na Igreja Católica sempre foi a de um papa afável, tendo, por isso, recebido a alcunha de "O Papa Sorriso".
Reza uma lenda que João Paulo I teria feito uma premonição sobre sua morte, ao afirmar a conhecidos que "alguém mais forte que eu, e que merece estar neste lugar, estava sentado à minha frente durante o conclave". Um cardeal presente na ocasião – que preferiu escudar-se no anonimato – confirmou que esse homem era, de fato, o polaco Karol Wojtyla. "Ele virá, porque eu me vou", prosseguiu o "Papa Breve". Wojtyla realmente votara em Luciani naquele conclave e logo depois tornou-se João Paulo II. João Paulo I teria falado ao Bispo John Magee a respeito da sua morte um dia antes de ela ocorrer.

## Brasão e lema
- Descrição: Escudo eclesiástico. Campo de blau, com um monte de seis cômoros de argente, à italiana, sobreposto por três estrelas de cinco pontas de jalde, postas: 1 e 2. Em chefe as armas patriarcais de São Marcos de Veneza, que são de argente com um leão alado e nimbado, passante ao natural, sustentando um livro aberto que traz a legenda: PAX TIBI MARCE EVANGELISTA MEVS, em letras de sable. O escudo está assente em tarja branca. O conjunto pousado sobre duas chaves decussadas, a primeira de jalde e a segunda de argente, atadas por um cordão de goles, com seus pingentes. Timbre: a tiara papal de argente com três coroas de jalde. Sob o escudo, um listel de blau com o mote: HVMILITAS, em letras de jalde. Quando são postos suportes, estes são dois anjos de carnação, sustentando cada um, na mão livre, uma cruz trevolada tripla, de jalde.
- Interpretação: O escudo obedece às regras heráldicas para os eclesiásticos. O campo de blau representa o firmamento celeste e ainda o manto de Nossa Senhora, sendo que este esmalte significa: justiça, serenidade, fortaleza, boa fama e nobreza. O monte é uma homenagem ao seu predecessor, o Papa Paulo VI, da família Montini, e ainda uma referência ao seu local de nascimento: Canale d'Agordo, nas montanhas Dolomitas, a cerca de mil metros acima do nível do mar, sendo de argente (prata) traduz: inocência, castidade, pureza e eloquência. As três estrelas representam as virtudes teologais: fé, esperança e caridade, sendo de jalde (ouro) simbolizam: nobreza, autoridade, premência, generosidade, ardor e descortínio. O chefe com as armas do Patriarcado de Veneza relembra o tempo feliz que o pontífice passou como seu patriarca e é ainda uma homenagem ao Papa João XXIII; sendo que a expressão "ao natural" é um recurso para se colocar o leão, naturalmente dourado sobre o campo de argente (prata), sem ferir as leis da heráldica. Os elementos externos do brasão expressam a jurisdição suprema do papa. As duas chaves "decussadas", uma de jalde (ouro) e a outra de argente (prata) são símbolos do poder espiritual e do poder temporal. E são uma referência do poder máximo do Sucessor de Pedro , relatado no Evangelho de São Mateus, que narra que Nosso Senhor Jesus Cristo disse a Pedro: "Dar-te-ei as chaves do reino dos céus, e tudo o que ligares na terra será ligado no céu, e tudo o que desligares na terra, será desligado no céu" (Mt 16, 19). Por conseguinte, as chaves são o símbolo típico do poder dado por Cristo a São Pedro e aos seus sucessores. A tiara papal usada como timbre, recorda, por sua simbologia, os três poderes papais: de Ordem, Jurisdição e Magistério, e sua unidade na mesma pessoa. No listel o lema HVMILITAS (Humildade), é uma expressão da personalidade do papa Luciani.

## Morte
“Genealogia episcopal do Papa João Paulo I”

— * ... ?
- Cardeal Scipione Rebiba † (1541)

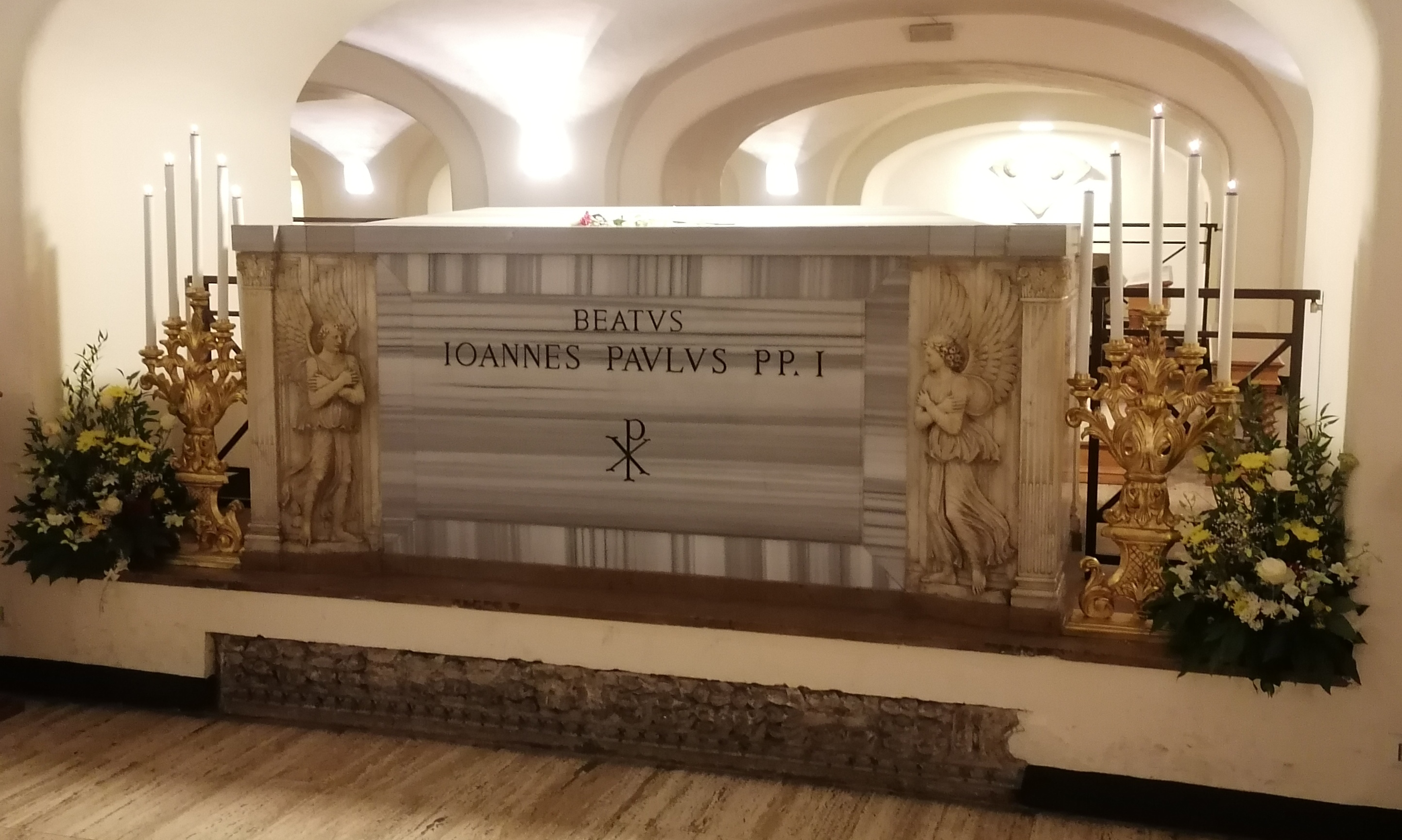
O túmulo do "Papa Sorriso", como era conhecido o papa João Paulo I

- Cardeal Giulio Antonio Santoro † (1566)
- Cardeal Girolamo Bernerio, O.P. † (1586)
- Arcebispo Galeazzo Sanvitale † (1604)
- Cardeal Ludovico Ludovisi † (1621)
- Cardeal Luigi Caetani † (1622)
- Cardeal Ulderico Carpegna † (1630)
- Cardeal Paluzzo Altieri † (1666)
- Papa Bento XIII, O.P. † (1675)
- Papa Bento XIV † (1724)
- Papa Clemente XIII † (1743)
- Cardeal Bernardino Giraud † (1767)
- Cardeal Alessandro Mattei † (1777)
- Cardeal Pietro Francesco Galeffi † (1819)
- Cardeal Filippo De Angelis † (1826)
- Cardeal Amilcare Malagola † (1876)
- Arcebispo Giovanni Tacci Porcelli † (1895)
- Papa João XXIII † (1925)
- Papa João Paulo I (Albino Luciani) (1958)

A versão oficial é a de que João Paulo I tinha estado a beber um chá durante a tarde do dia 27 de setembro de 1978. Nessa tarde, quando rezava na capela papal acompanhado pelo seu secretário, o padre irlandês John Magee, João Paulo I teve uma forte dor no peito, mas recusou chamar o médico. Jantou, deitou-se e acabaria por morrer essa noite, tendo sido encontrado morto na manhã seguinte.
Embora João Paulo I tenha sido encontrado morto por uma freira que trabalhava para ele e o acordava havia muitos anos, a versão oficial divulgada pelo Vaticano, contudo, diz que o corpo de João Paulo I teria sido encontrado pelo padre Diego Lorenzi, um de seus secretários, enunciando a morte como "possivelmente associada com infarto do miocárdio". Para alguns, João Paulo I teria sido vítima das terríveis pressões características de seu cargo, e que, não as tendo suportado, veio a perecer. A citada freira, após a morte deste, fez voto de silêncio.
Outra hipótese levantada foi a de que o Papa "Sorriso de Deus" teria sido vítima de embolia pulmonar. De qualquer maneira, sua morte provocou enorme consternação entre os católicos; mesmo sob chuva torrencial, a Praça de São Pedro esteve totalmente lotada quando de seus serviços funerais. Em sua homenagem, Karol Wojtyła, seu sucessor, adotaria seu nome papal ao ser eleito, em 16 de outubro de 1978, tornando-se o Papa João Paulo II.

### Teorias da conspiração
O momento de sua morte, apenas 33 dias depois de sua eleição para o papado, e alegadas dificuldades do Vaticano com os procedimentos cerimoniais e legais, juntamente com declarações inconsistentes feitas após a morte, fomentaram várias teorias da conspiração. O autor britânico David Yallop escreveu extensivamente sobre crimes não resolvidos e teorias da conspiração, e em seu livro de 1984 In God's Name sugeriu que João Paulo I morreu porque estava prestes a descobrir escândalos financeiros supostamente envolvendo o Vaticano. John Cornwell respondeu às acusações de Yallop em 1987, com um A Thief In The Night, em que analisou as várias alegações e negou a conspiração. De acordo com Eugene Kennedy, escrevendo para o The New York Times, o livro de Cornwell "ajuda a purificar o ar de paranoia e de teorias da conspiração, mostrando como a verdade, cuidadosamente escavada por um jornalista em um volume pode nos refrescar, faz-nos livres".
Passados 40 anos, o mafioso Antoni Raimondi vem contar nas suas memórias ter sido ele o assassino.

### Encontro com a Irmã Lúcia
A revista italiana 30 Giorni revela, com base em declarações de um dos quatro irmãos de João Paulo I, que a Irmã Lúcia, durante a visita que o então Patriarca de Veneza lhe fez no Carmelo de Santa Teresa, em Coimbra, sempre o tratou por "Santo Padre". O Cardeal Luciani fica impressionado e pergunta: "Por quê?", ao que a Irmã responde: "Vossa Eminência um dia será eleito Papa". E ele disse: "Sabe-se lá, irmã…", e a Irmã retorquiu: "Será sim, mas o seu pontificado será muito breve".

## Beatificação
O caminho para a beatificação de João Paulo I foi iniciado em outubro de 2021 pelo papa Francisco, ao autorizar a promulgação do decreto referente a um milagre atribuído à intercessão de Luciani, proclamando-o bem-aventurado em data a ser fixada pela Santa Sé. O milagre atribuído teria sido a cura "cientificamente inexplicável" em 2011, de uma menina argentina de onze anos, que tinha uma grave doença cerebral. Em 4 de setembro de 2022 foi beatificado pelo próprio Papa na Praça de São Pedro.